# Ashanti (voormalig land)
Ashanti is een koninkrijk en voormalige soevereine staat in West-Afrika, gesticht door het Akan-volk. Het Ashanti-koninkrijk bevond zich in de regio die nu bekendstaat als de regio Ashanti in Ghana, maar had in het verleden een veel grotere omvang. Volgens El Bekri / Abdallah ibn Abdel Aziz (1067), heette het zo'n duizend jaar geleden Aoukar. Dit gebied strekte zich uit vanaf de zuidwestelijke kust van Ghana tot het noorden en het noordwesten van de Niger.
De monarchie van Ashanti wordt voortgezet. De koning sinds 1999 is Otumfuo Nana Osei Tutu II.

## Geschiedenis
De geschiedenis van het Ashanti-koninkrijk begon in de 10e eeuw met de migratie vanuit het noorden ook wel "de grote witte woestijn". Naar verluidt vestigden de voorouders van de Ashanti, de Akan, zich in dit gebied dat uitgroeide tot een koninkrijk. De koninklijke dynastie werd omstreeks de 11e eeuw gesticht en de eerste koningen stichtten de stad Bono Mansu.
Ghana beschikte over fabelachtige hoeveelheden goud. Via de koopmanssteden werden deze geruild tegen handelswaar zoals zout. Ghana beheerste een groot deel van de handelsroute beneden de Sahara. De machtspositie van Ghana was verzwakt met de overwinning van de handelsstad Aoudaghast door Abdallah ibn Yasin, emir van de Almoraviden in 1055, en in 1076 veroverde een andere Almoravidenleider, Abu Bakr ibn Umar, de hoofdstad van Ghana.
Het koninkrijk Ashanti beleefde tussen 1000 en 1300 zijn economische en politieke hoogtepunt.
De eerste koning was Kayamaga; hij regeerde rond de 11e eeuw. Een van de vroege koningen was Tunka Manin die volgens El Bekri regeerde vanaf 1062. De koning van Ghana beschikte over een troepenmacht van 200.000 soldaten, waarvan meer dan 40.000 boogschutters.
In 1482 bouwden de Portugezen de vesting Elmina op de kust, oorspronkelijk vanwege de goudwinning aldaar. Dit was het begin van de koloniale contacten, die eerst vooral de goudhandel betroffen. Ghana Osei Tutu regeerde tussen 1680 en 1717. Sinds de verovering van de vesting Elmina op de Portugezen in 1637 waren de Nederlandse handelaren van de West-Indische Compagnie een belangrijke handelspartner van de Ashanti, die de slaven aanleverden voor de driehoekshandel. In ruil daarvoor kregen de Ashanti toegang tot vuurwapens, en dit leidde tot een verscherping van de interne politieke en sociale verhoudingen. Tegen 1740 had deze handel de handel in goud en ivoor van de eerste plaats verdrongen
Na 1850 is het Ashanti-koninkrijk langzaam in verval geraakt door vele oorlogen, conflicten en het einde van de slavenhandel. In 1872 werd het kustgebied tot Britse kolonie verklaard, de Britse Goudkust, nadat Nederland en Denemarken hun bezittingen hadden opgegeven. In 1896 werd Ashanti definitief verslagen en tot een Brits protectoraat gemaakt.
Heden ten dage is het gebied dat nu bekendstaat als de regio Ashanti in Ghana alles wat er is overgebleven van dit eens zo grote rijk. Het grondgebied van de regio is tevens de huidige omvang van het koninkrijk Ashanti. De huidige Asantehene houdt hof in Kumasi, de hoofdstad van het koninkrijk en van de regio Ashanti. Het vroegere koninklijk paleis is een toeristische bezienswaardigheid in die stad.

## Politiek
Het Ashanti-koninkrijk was een monarchie. Ghana was destijds de titel van een Ashanti-heerser. Sinds de middeleeuwen wordt de koning Ashantehene genoemd. De Ashantehene van Ghana had een goddelijke status. Aan het hof heerste een streng protocol. Om zijn goddelijke status te benadrukken vermeed de koning te eten in bijzijn van zijn onderdanen om hen te doen geloven dat hij geen voedsel nodig had om te overleven. Men sprak de koning aan van een grote afstand en altijd in geknielde houding.

## Ashanti in Nederland
De hoofdpersonen in het boek De zwarte met het witte hart van Arthur Japin, Kwasi en Kwame, waren prinsen van Ashanti. Hun levensgeschiedenis is door Japin geromantiseerd, waarbij de auteur heeft getracht de feitelijke gebeurtenissen zo getrouw mogelijk weer te geven.
De 2Doc-documentaire Kroniek van een Moderne Koning gaat over de Ghanese Ashanti-gemeenschap in Nederland, die balans zoekt tussen oude tradities en de moderne westerse wereld en de twee leiders op hun eigen manier hun positie proberen te versterken. Nana Nyanin is in Amsterdam door de Ashanti's benoemd tot koning en Nana Ama Serwaah is door de opperkoning in Ghana benoemd tot koningin van de Ashanti's in Nederland.